# Боровенська сільська рада
| Боровенська сільська рада — колишній орган місцевого самоврядування у Кремінському районі Луганської області з адміністративним центром у с. Боровеньки. Сільській раді були підпорядковані населені пункти: - с. Боровеньки |

## Склад ради
Рада складалася з 14 депутатів та голови.

### Керівний склад ради
| ПІБ                        | Основні відомості                                                         | Дата обрання | Дата звільнення |
| -------------------------- | ------------------------------------------------------------------------- | ------------ | --------------- |
| Горфєєва Надія Іванівна    | Сільський голова, 1959 року народження, освіта, член Партії регіонів      | 26.03.2006   | 31.10.2010      |
| Линник Петро Іванович      | Сільський голова, 1960 року народження, освіта вища, член Партії регіонів | 31.10.2010   | 22.01.2012      |
| Середа Олена Володимирівна | Сільський голова, 1960 року народження, освіта вища, член Партії регіонів | 22.01.2012   |                 |

Примітка: таблиця складена за даними джерела